# Монастероло (Бергамо)
Монастероло је насеље у Италији у округу Бергамо, региону Ломбардија.
Према процени из 2011. у насељу је живело 534 становника. Насеље се налази на надморској висини од 352 м.